# Pungitius tymensis
Pungitius tymensis är en fiskart som först beskrevs av Nikolskii, 1889.  Pungitius tymensis ingår i släktet Pungitius och familjen spiggfiskar. Inga underarter finns listade i Catalogue of Life.